# Lucas Carvalho da Silva
Lucas Carvalho da Silva (sinh ngày 1 tháng 4 năm 1996) là một cầu thủ bóng đá người Brasil.

## Sự nghiệp câu lạc bộ
Lucas Carvalho da Silva hiện đang chơi cho SC Sagamihara.